# Церква святого великомученика Димитрія (Суходіл)
Церква святого великомученика Димитрія в Суходолі — парафія і храм греко-католицької громади Гусятинського деканату Бучацької єпархії Української греко-католицької церкви в селі Суходіл Чортківського району Тернопільської области.
Оголошена пам'яткою архітектури місцевого значення (охоронний номер 1888).

## Історія церкви
Парафію та храм святого великомученика Димитрія було засновано у 1867 році.
З 1946 по 1990 рік парафія належала до РПЦ, але церква постійно діяла. У 1990 році парафія і храм повернулися в лоно УГКЦ.
Під час служіння о. Євгена Тучковського за кошти парафіян було відремонтовано зовнішню частину церкви. На території парафії також є капличка Івана Хрестителя, збудована родиною Недільських.
У 2010 році на парафії Святі Місії проводили отці Василіяни.
При парафії діють:
- Спільнота «Матері в молитві».
- Братства «Апостольство молитви» та «Матері Божої Неустанної Помочі».
- Вівтарна дружина.

## Парохи
- о. Петро Мачковський (1892),
- о. Терентій Ілінкевич (1892),
- о. Северин Григорович (1892—1893),
- о. Іван Ульванський (1905—1908),
- о. Корнелій Йолко (1908—1917),
- о. Іван Бринович (1917—1918),
- о. Корнелій Йолко (1918),
- о. Северин Шаневський (1918—1919),
- о. Іван Бачинський (1919—1921),
- о. Теодор Рак-Рачевський (1921—1933),
- о. Микола Бачицький (1933—1945),
- о. Степан Щиголь (1990—1992),
- о. Василь Ткач (1992—1996),
- о. Микола Сарник (1996—1997),
- о. Євген Тучковський (з червня 1997 року).